# 山岡町立山岡東小学校
山岡町立山岡東小学校（やまおかちょうりつ　やまおかひがしがっこう）は、かつて岐阜県恵那郡山岡町（現・恵那市）に存在した公立小学校。

## 概要
- 山岡町東部（旧・遠山村）の馬場山田・久保原・上手向が校区であった。
- 1964年、山岡西小学校と統合。山岡小学校の新設により廃校。統合校舎完成の1966年まで、山岡東小学校の校舎は山岡小学校東教室として使用された。

## 沿革
- 1873年（明治6年） -
  - 馬場山田村に篤信義校が開校。盛久寺[注釈 2]を仮校舎とする。
  - 上手向村に慶雲義校が開校。円徳寺[注釈 3]を仮校舎とする。
- 1873年（明治6年）12月 - 篤信義校が山田学校に改称する。
- 1876年（明治9年） - 山田学校が新築移転。
- 1877年（明治10年） - 慶雲義校が新築移転。
- 1879年（明治12年） - 慶雲義校が手向学校に改称する。
- 1886年（明治19年） - 山田学校が山田尋常簡易科小学校、手向学校が手向簡易科小学校に改称する。
- 1893年（明治26年）1月 -
  - 山田尋常簡易科小学校が久保簡易科小学校を統合し、山田尋常高等小学校となる。久保原分教場を設置。
  - 手向簡易科小学校が手向尋常小学校に改称する。
- 1897年（明治30年）4月1日 - 馬場山田村、久保原村、上手向村が合併し、遠山村が発足。
- 1898年（明治31年）2月 - 山田尋常高等小学校が手向尋常小学校を統合し、遠山尋常高等小学校となる。手向分教場を設置。
- 1900年（明治33年） - 就学率増加で教室数が不足したため、高等科は旧・手向尋常小学校校舎で授業を行う。
- 1919年（大正8年） - 本校が新築移転し、高等科も本校で授業を行う。手向分教場を廃止。
- 1941年（昭和16年）4月1日 - 遠山国民学校に改称する。
- 1946年（昭和21年）5月 - 未認可の峰山分教場が正式認可される。
- 1947年（昭和22年）4月1日 - 遠山村立遠山小学校に改称する。遠山村立遠山中学校を併設。
- 1955年（昭和30年）3月1日 - 遠山村と鶴岡村が合併し、山岡町が発足。同時に山岡町立山岡東小学校に改称。また、併設の遠山中学校も山岡町立山岡東中学校に改称する。
- 1958年（昭和33年）4月 - 山岡町立山岡東中学校と山岡町立山岡西中学校が統合され、山岡町立山岡中学校となる。中学校併設が解消。
- 1964年（昭和39年）3月31日 - 山岡東小学校と山岡西小学校が統合され、山岡小学校の新設により廃校。久保原分校、峰山分校は山岡小学校に継承される。